# Erythridula acicularis
Erythridula acicularis är en insektsart som först beskrevs av Beamer 1932.  Erythridula acicularis ingår i släktet Erythridula och familjen dvärgstritar. Inga underarter finns listade i Catalogue of Life.